# Vauxaillon
Vauxaillon är en kommun i departementet Aisne i regionen Hauts-de-France i norra Frankrike. Kommunen ligger  i kantonen Anizy-le-Château som ligger i arrondissementet Laon. År 2022 hade Vauxaillon 504 invånare.

## Befolkningsutveckling
Antalet invånare i kommunen Vauxaillon
Referens: INSEE